# Contrasangre
Contrasangre, es un largometraje dirigido por Nacho Garassino. Un policial negro, estrenado el 26 de noviembre de 2015 en Argentina. Esta protagonizado por Juan Palomino, Emilia Attias y Esteban Meloni.

## Sinopsis
Daniel (Juan Palomino) es guardia de seguridad, alguna vez fue policía, y le hubiera gustado ser un héroe justiciero. Pero, lejos de ello, su trabajo consiste en cuidar los edificios de otros. La ciudad lo hará cruzarse con Analía (Emilia Attias), una mujer distante, obsesiva y bella de una manera misteriosa. Rehúye al contacto con los hombres por haber sido víctima de una violación. Ese pasado terrible vuelve cuando Julio (Esteban Meloni), un hombre violento y obsesionado, sale de la cárcel. Entre los tres van tejiendo sobre las calles de la ciudad una trama de pasión y crimen.

## Reparto
- Juan Palomino ... Daniel
- Emilia Attias ... Analía
- Esteban Meloni ... Julio
- Daniel Valenzuela
- Luciano Cazaux
- Sergio Boris
- Germán de Silva

## Festivales, Premios y nominaciones
- Pantalla Pinamar, 3/2015, Argentina[2][3]
- FLF, Festival de Cine Nacional "Leonardo Favio", 8/2015, Argentina[4]